# Семёнов, Виктор Фёдорович (ботаник)
Виктор Фёдорович Семёнов (1871—1947) — российский и советский учёный-ботаник, краевед.

## Биография
Родился в Усть-Каменогорске.
Окончил учительскую семинарию в Омске и учительский институт в Чернигове.
В 1902—1905 гг. — вольнослушатель Петербургского университета.
В 1908—1915 гг. работал в Томске — в женской гимназии, технологическом институте.
В 1919 году окончил Петровскую сельхозакадемию, переехал в Омск.
Профессор Сибирского института сельского хозяйства и лесоводства.
Председатель Западно-Сибирского отдела Русского географического общества (1923—1930), участник множества экспедиций по Сибири, Алтаю, Казахстану, Центральному Тянь-Шаню, Дальнему Востоку.
В 1939—1947 гг. из-за тяжелой болезни был прикован к постели.
Скончался 8 декабря 1947 года. Похоронен на Казачьем кладбище Омска. В 1963 году перезахоронен на Старо-Восточном кладбище.

## Избранные публикации
- Записки (дневник) «По Амуру — лето 1908» (из фондов ГБУ АО «АОКМ»)
- Ботанические работы в Акмолинской области в 1912 и 1913 годах: К материалам по флоре Киргизских степей. Томск : Типо-лит. Сиб. т-ва печатного дела, 1914.
- Ботанические заметки при проезде по Павлодарскому уезду Семипалатинской области в конце мая 1914 года. Томск : Типо-лит. Сиб. т-ва печат. дела, 1915.
- О растительности Бухтарминского края и хребта Холзун. 1924
- Главнейшие дикорастущие лекарственные растения Акмолинской губернии. Омск. ОГИТД. 1925
- «Очерк пятидесятилетней деятельности Западно-Сибирского отдела Государственного Русского географического общества», Омск : издание Западно-Сибирского отдела Государственного Русского географического общества, типо-литография «Омгосполиграф», 1927.
- Список и таблица распространения дикорастущие сосудистых растений в пределах бывшей Акмолинской области. 1928
- Растительность Омской области (Науч.-попул. очерк). — Омск : Омск. обл. гос. изд., 1937
- О болотах и торфяниках озера Светлого в Боровской лесной даче Б. Кокчетавского у. Акмолинской губ.: Омск, 1930
- От Омска до Перовска через Акмолинскую область. К материалам по фитогеографии Киргизского Края. Омск, [1922]
- Памяти В. В. Сапожникова. Омск, 1924
- В Сибири (Из путевых заметок), [Б. м.],  [1895?]